# Gaetano Fanti
Gaetano Fanti (Bologna, 1687. – Beč, 27. rujna 1759.), talijanski barokni fresko slikar.
Fanti se specijalizirao za slikanje arhitektonskih iluzija, što je bilo osobito popularno u baroknom slikarstvu. Princ Eugen Savojski ga je zbog toga 1715. nagovorio da dođe u Beč, prvenstveno kako bi sudjelovao u uređenju njegove rezidencije Belvedere. Dolazak Fantija imao jeznačajnu ulogu u razvoju austrijskog baroknog slikarstva.
On je uz slikare Johanna Rottmayra, Paula Trogera i Bartolomea Altomontea oslikao najznačajnije freske tog doba u Austriji. Freskama je oslikao između ostalog: crkvu Karlskirche u Beču, benediktinski samostan Melk, palaču Belvedere i augustinski samostan Klosterneuburg.